# 開聞十町
開聞十町（かいもんじゅっちょう）は、鹿児島県指宿市の大字。旧薩摩国頴娃郡頴娃郷拾町村、頴娃郡頴娃村大字十町、揖宿郡頴娃町大字十町、揖宿郡開聞村大字十町、揖宿郡開聞町大字十町。人口は2,182人、世帯数は924世帯（2015年10月1日現在）。郵便番号は891-0603。
指宿市の南西部に位置している。字域内には別表神社であり薩摩国一宮であった枚聞神社（ひらききじんじゃ）が鎮座している。江戸時代の宝永年間頃に仙田村（現在の開聞仙田）の一部と枚聞神社の周辺からなる宮十町の区域より拾町村として成立した。頴娃町から開聞村が分立した1951年（昭和26年）から2005年（平成17年）までは役場が置かれ、開聞町の中心地であった。
字域内には1日10万トンの湧水量を有する唐船峡があり、唐船峡の京田湧水は平成の名水百選に選定されている。回転式そうめん流しの発祥の地としても知られており、指宿市の統計によれば年間30万人以上の観光客が訪れる観光地となっている。

## 地理
指宿市の南西部、宮田川の流域に位置している。字域の北方から東方、南方にかけて指宿市開聞仙田、西方には南九州市頴娃町郡にそれぞれ隣接しており、南西方には東シナ海に面している。
字域には指宿市役所開聞庁舎（かつての開聞町役場）が設置されており、開聞地域の中心部となっている。中央部には指宿市立開聞小学校、南部には指宿市立開聞中学校が設置されている。
西部には枚聞神社が所在している。神社の創建は不詳であり、主祭神として大日孁貴命を祀る他に五男三女神を配祀している。南北朝時代頃までは薩摩国一宮であったとされる。
字域の中央部を国道226号が東西に通っている。それに並行して指宿枕崎線が通っており字域内には起点（鹿児島中央駅）方向から東開聞駅、開聞駅、入野駅が設置されている。また県道は指宿市開聞十町交差点を境に北方向に鹿児島県道28号岩本開聞線が、南方向には鹿児島県道243号長崎鼻公園開聞線がそれぞれ南北に通っている。県道28号の枚聞神社前交差点から東方向鹿児島県道241号大山開聞線が通っている。

### 河川
- 宮田川 - 開聞仙田との境を流れている[6]。

## 歴史

### 先史時代
現在の十町の区域からは弥生時代の土器がいくつか発見されており、遺跡は「京田前玉井遺跡」、「京田後遺跡」、「白石平遺跡」がある。京田前玉井遺跡では弥生土器が発掘されたとされるが土器の所在は不明である。京田後遺跡においても弥生土器の破片が発掘されている。白石平遺跡は1960年（昭和35年）に開聞中学校の生徒が入野の山中で土器の破片を発見したことから調査が行われ弥生土器であったことが判明している。

### 古代と枚聞神社の創建
枚聞神社は古代より開聞岳の麓に鎮座していたとされており、平安時代中期に編纂された神社の格式が記された延喜式には「頴娃郡枚聞神社」と記載されていた。また、平安時代後期に編纂された歴史書である日本三代実録には開聞岳の噴火に関連した記述の中には「頴娃郡正四位下開聞神社」との記述がある。日本三代実録以降の文書には枚聞神社は「開聞神社」と書かれ、「ヒラキキ」と読まれていた。

### 中世
鎌倉時代頃の開聞神社（枚聞神社）の社領は、延享3年（1746年）の「開聞山古事縁起」によれば、頴娃郡1,650町、郡江40町、喜入40町、川辺350町、加世田80町、鹿籠40町、指宿40町の計2,280町であったとされる。鎌倉時代末期まで枚聞神社は薩摩郡の新田神社との間で薩摩国の一宮を巡って争いが続いたが、正応6年（1293年）に鎮西談議所の裁許によって新田神社が一宮と定められた。
南北朝時代になると頴娃の一部であった現在の十町の区域は頴娃氏の所領となった。安土桃山時代の文禄3年（1594年）に豊臣秀吉の命により太閤検地に着手し、開聞神社及び瑞応寺領についても島津義久の領地として蔵入された。寺社領を失った開聞神社及び瑞応寺は困窮したが、天正20年（1592年）に義久は一部を社領として寄進している。

### 拾町村の成立と近世

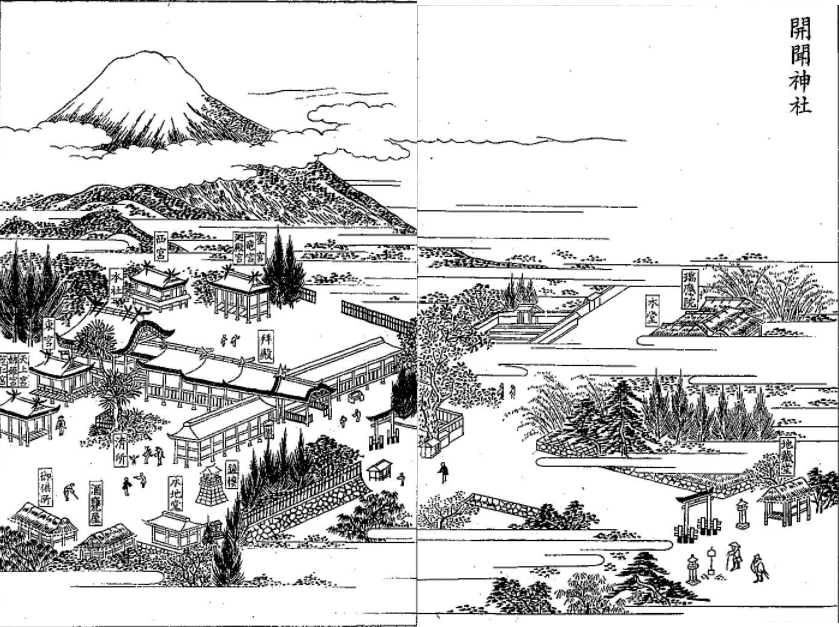
枚聞神社の絵図（三国名勝図会）

拾町村という地名は江戸時代より見え、薩摩国頴娃郡頴娃郷（外城）のうちの拾町村であった。拾町村の成立までは枚聞神社付近の十町の区域は宮拾町と呼ばれていたが、宝永初期頃に宮十町の区域及び仙田村のうちの山崎、入野、物袋、脇浦及び開聞岳の裾回りの区域より拾町村が成立したとされる。
文政7年の「旧跡帳」には十町村の成立について以下のとおり記述されている。

一　十町村
　右古来より開聞宮之仕地十町方を「宮十町村」と相唱壱村之由候処宝永之砌此仙田村之内を右通差欠被召加「宮十町村」を「十町村」と村名被相替候付其後宮十町村と申は無御座候
—旧跡帳
村高（石高）は宮拾町として「天保郷帳」及び「郡村高辻帳」では1,060石余、拾町村としては「三州御治世要覧」では507石余、元禄11年の「頴娃村里改帳」では667石余、「頴娃郷旧跡帳」では1,173石余、「旧高旧領取調帳」には1,241石余と記されている。
明治時代になると十町村は大区小区制による小区となり、薩摩国頴娃郡第十七大区第十五小区となった。各村に戸長役場が設置されたが、1884年（明治17年）に頴娃郷の各村の戸長役場を統合し郡村（現在の南九州市頴娃町郡）に戸長役場が置かれた。

### 町村制施行以後
1889年（明治22年）に町村制が施行されたのに伴い、それまでの頴娃郷の区域に当たる郡村、十町村、仙田村、牧之内村、御領村、別府村、上別府村の区域より頴娃郡頴娃村が成立した。それまでの十町村は頴娃村の大字「十町」となった。また、大字の区域に区が設置され区長が任命された。
1920年（大正9年）には十町に十町駐在所が設置され、1951年（昭和26年）に開聞駐在所となり巡査部長派出所となったが、1959年（昭和34年）に再び十町駐在所、1967年（昭和42年）に再び開聞駐在所に名称を改めた。
1947年（昭和22年）に町村制が廃止され、地方自治法が施行されたのに伴い従来の区を廃止し、頴娃村の出張所が各区に設置された。1950年（昭和25年）に頴娃村が町制施行し頴娃町となった。
1951年（昭和26年）10月1日に、頴娃町のうち大字仙田（現在の開聞仙田・開聞川尻の区域）及び大字十町の区域が分立し開聞村が成立した。これに伴って大字十町は開聞村の大字となった。また開聞村の役場は仮事務所を十町の枚聞神社前に設置した。1955年（昭和30年）には利永村の一部（現在の開聞上野）の区域を編入したのと同時に開聞村が町制施行し開聞町となった。1960年（昭和35年）3月22日に日本国有鉄道指宿線（現在の指宿枕崎線）が山川町の山川駅から頴娃町の西頴娃駅まで開通したのに伴い、字域内にも東開聞駅、開聞駅、入野駅が設置された。1970年（昭和45年）には鉄筋コンクリート造3階建ての開聞町役場が竣工した。
2006年（平成18年）1月1日には開聞町が指宿市及び山川町と新設合併し、新たに指宿市が設置された。合併に際して設置された法定合併協議会である「指宿地区3市町合併協議会」の協議において開聞町の区域の大字の名称については「開聞町○○」を「指宿市開聞○○」のようにそれまでの大字名に自治体の名称を冠したものに改称することとなり、それまでの大字十町は指宿市の大字「開聞十町」に改称した。

## 人口
以下の表の1958年（昭和33年）から1991年（平成3年）までのデータは「開聞町郷土誌改訂版」の地区別人口（十町東部、十町西部の合計）の推移より引用し、1995年（平成7年）以降のデータについては国勢調査による小地域集計による人口の推移である。
| 統計年             | 統計年 | 人口  | 人口 |
| ------------------ | ------ | ----- | ---- |
| 1958年（昭和33年） | [ 35 ] | 4,051 |      |
| 1969年（昭和44年） | [ 35 ] | 3,206 |      |
| 1983年（昭和58年） | [ 35 ] | 2,981 |      |
| 1985年（昭和60年） | [ 35 ] | 2,953 |      |
| 1987年（昭和62年） | [ 35 ] | 2,934 |      |
| 1989年（平成元年） | [ 35 ] | 2,871 |      |
| 1991年（平成3年）  | [ 35 ] | 2,839 |      |
| 1995年（平成7年）  | [ 36 ] | 2,701 |      |
| 2000年（平成12年） | [ 37 ] | 2,612 |      |
| 2005年（平成17年） | [ 38 ] | 2,540 |      |
| 2010年（平成22年） | [ 39 ] | 2,342 |      |
| 2015年（平成27年） | [ 3 ]  | 2,182 |      |

## 施設

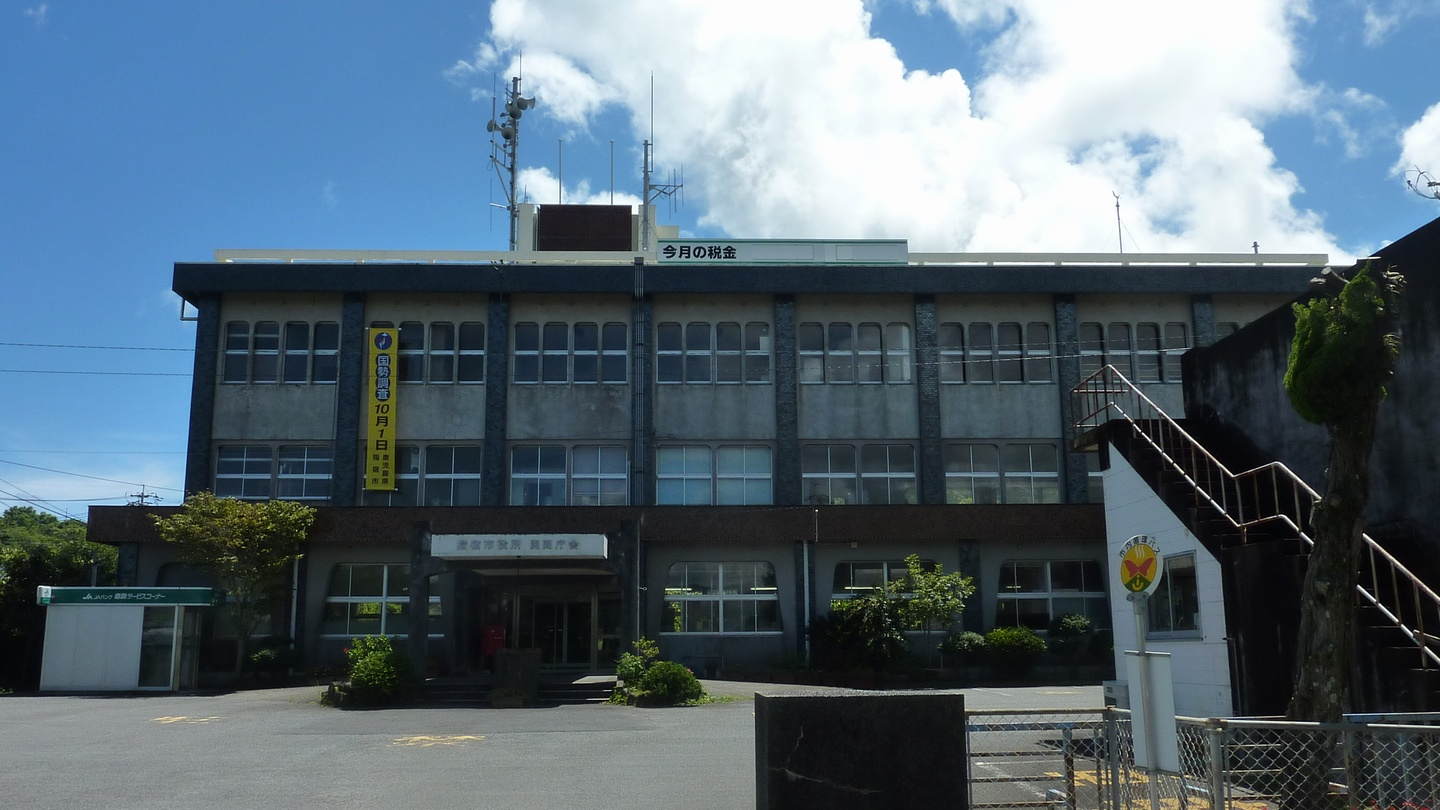
指宿市役所開聞庁舎

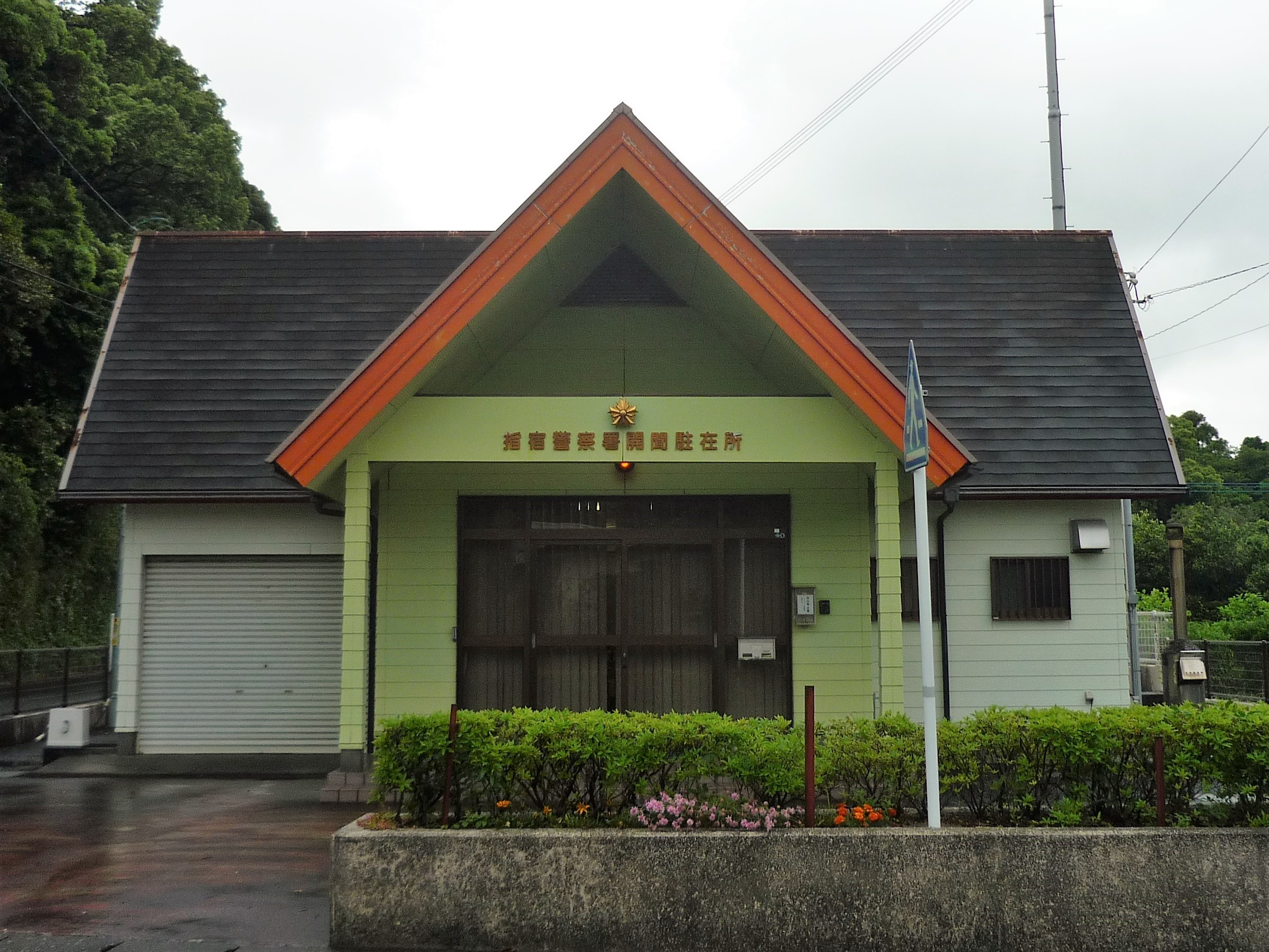
開聞駐在所

### 公共
- 指宿市役所開聞庁舎[40]
- 開聞老人福祉センター[41]
- 鹿児島県警察指宿警察署開聞駐在所[42]
- 開聞総合体育館[43]
  - 開聞校区公民館[44]
  - 開聞総合グラウンド[43]
  - 開聞テニス場[43]
  - 開聞弓道場[43]
  - 開聞運動場[43]
  - 開聞武道館[43]
- 唐船峡公園（平成の名水百選[7]）
  - 指宿市営唐船峡そうめん流し[45]
- 開聞農業構造改善センター[46]
- 開聞加工センター[47]
- かいもん山麓ふれあい公園[48]
- 物袋農村公園[48]
- 松原田農村公園[48]
- 唐人山ふれあいの森公園[48]
- 脇浦農村公園[48]

### 教育

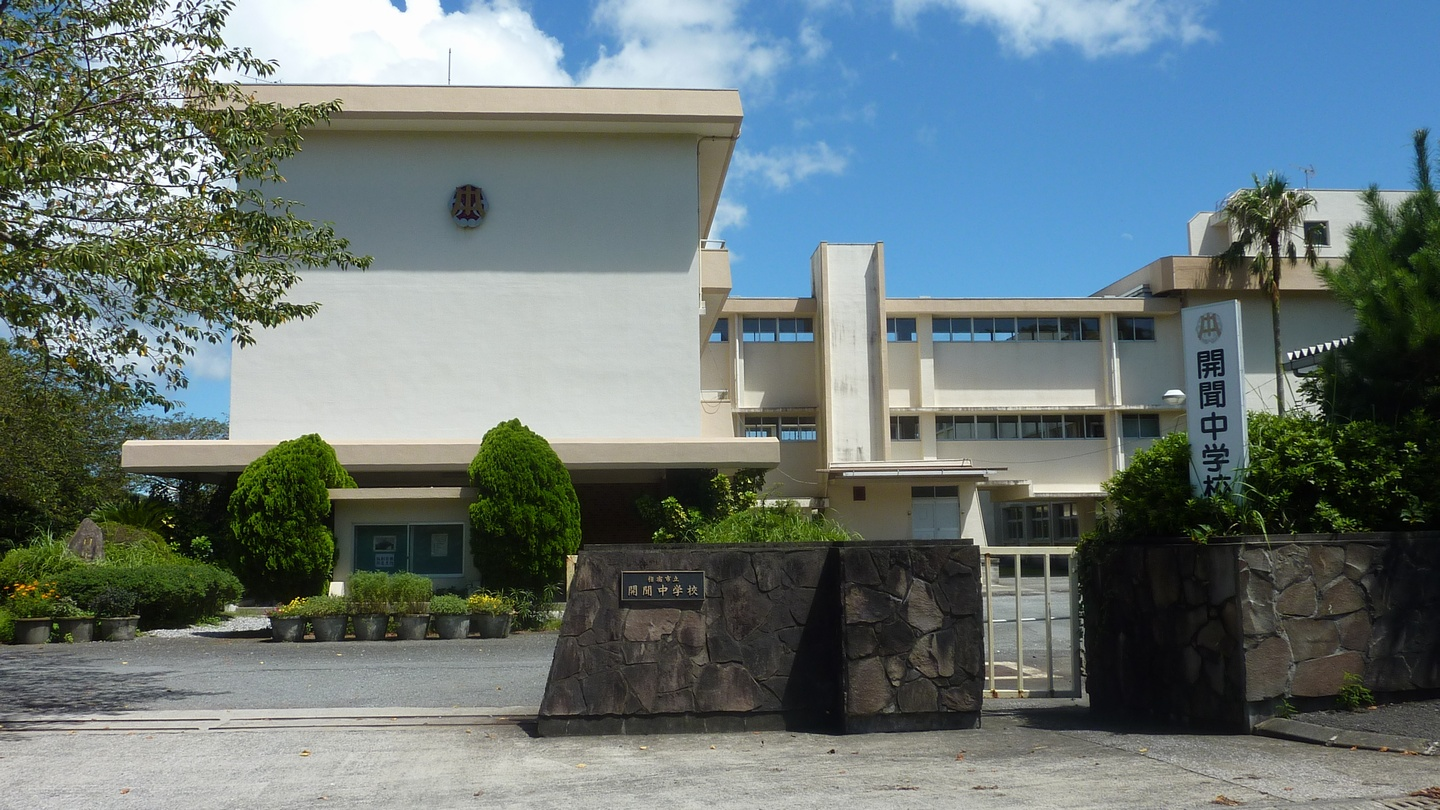
指宿市立開聞中学校

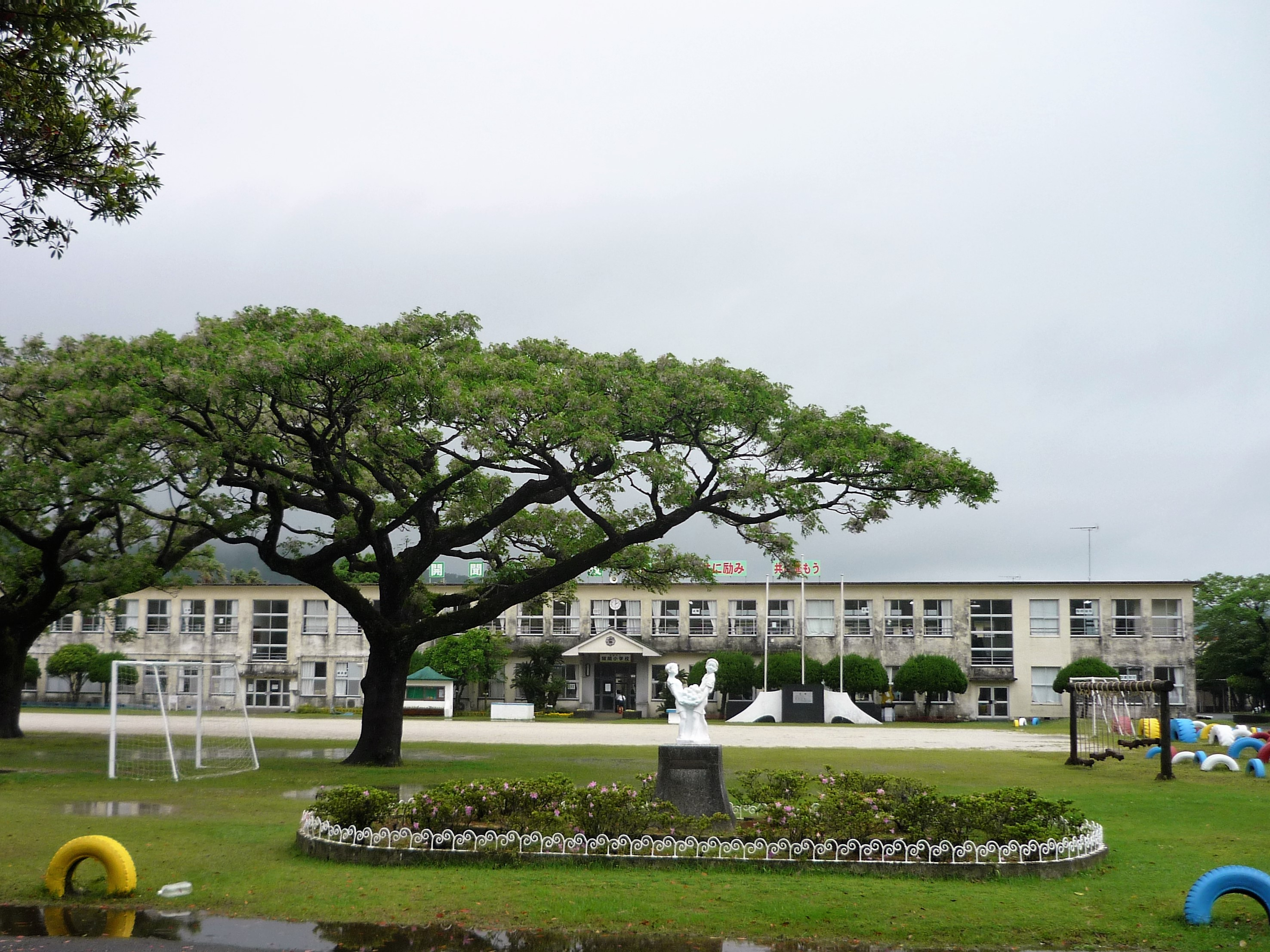
指宿市立開聞小学校

- 指宿市立開聞中学校[49]
- 指宿市立開聞小学校[49]
- 開聞保育園[50]

### 郵便局
- 開聞郵便局[51]
- 開聞入野郵便局[52]
- 玉井簡易郵便局[53]

### 寺社
- 枚聞神社
- 霧島神社
- 開聞寺

## 文化財

### 国指定
- 松梅蒔絵櫛笥附属品並目録共一合（有形文化財）
1927年（昭和2年）4月25日指定。枚聞神社の社宝であり、大永3年（1523年）以前に作られたとみられる室町時代ごろの化粧箱である[54]。

### 県指定
- 枚聞神社本殿（有形文化財）
1990年（平成2年）3月23日指定[55]。
- 縄状玄武岩（天然記念物）
1954年（昭和29年）5月24日指定[56]

### 市指定
指宿市が指定した文化財は以下のとおりである。
- 瑞応院跡（史跡）
- 入野原石塔群（史跡）
- 松原田観音寺跡石塔群（有形文化財）
- 瑞応院中興開山舜請の墓（有形文化財）
- 頼宋塚（有形文化財）
- 九郎塚（有形文化財）
- 枚聞神社琉球扁額7点（有形文化財）

## 産業

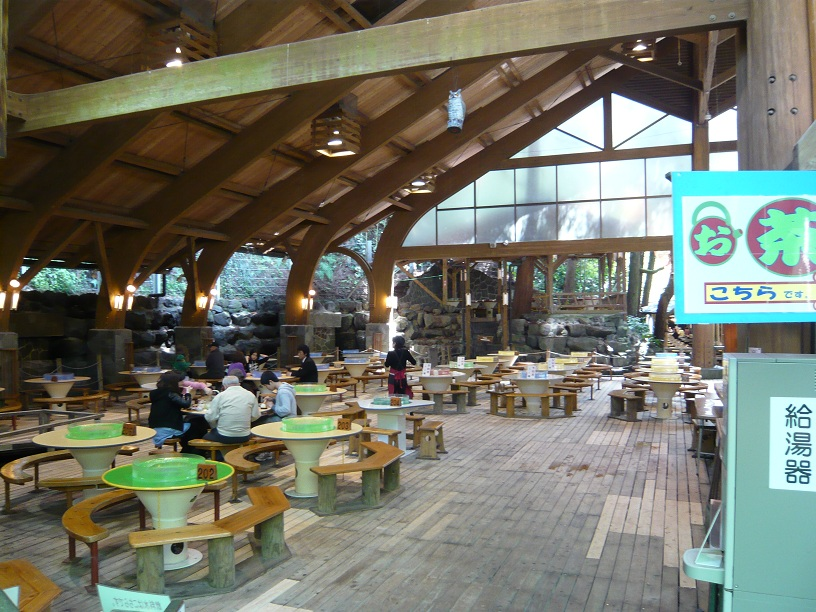
指宿市営唐船峡そうめん流し

### 商業・観光
国道226号に沿って飲食料・医療・日用雑貨の小売業が密集して商店街を形成している。1994年（平成6年）時点での十町における商店街の密度は38.1%であった。
観光施設としては1962年（昭和37年）に国民宿舎かいもん荘にそうめん流し施設を開設した。当時の開聞町助役によって回転式そうめん流し器が開発され1967年（昭和42年）に意匠登録がなされた。1967年（昭和42年）に国民宿舎の経営から独立し町立のそうめん流し施設として新たに設立され、のちに唐船峡公園となり、指宿市の統計によれば年間30万人以上の観光客が訪れる観光地となっている。

## 教育

### 中学校
「指宿市立開聞中学校」は、1947年（昭和22年）に頴娃村立開聞中学校として開校、1950年（昭和25年）に頴娃町立、1951年（昭和26年）に開聞村立、1955年（昭和30年）に開聞町立となった。1950年（昭和25年）に川尻分校が独立したが1972年（昭和47年）に再び統合した。

### 小学校
「指宿市立開聞小学校」は、1876年（明治9年）に山崎小学校が十町に、里中小学校が仙田にそれぞれ設置され、1887年（明治20年）に山崎小学校と里中小学校を統合して開聞小学校となった。その後1901年（明治34年）に高等科を設置し尋常小学校となり、1941年（昭和16年）に国民学校令の施行に伴って開聞国民学校に改称、1947年（昭和22年）に頴娃村立開聞小学校、1950年（昭和25年）に頴娃村の町制施行に伴い頴娃町立開聞小学校、1951年（昭和26年）に頴娃町から開聞村が分立したのに伴い開聞村立開聞小学校、1955年（昭和30年）には開聞町が町制施行し開聞町立開聞小学校となった。

### 小・中学校の学区
市立小・中学校に通う場合、学区（校区）は以下の通りとなる。
| 大字     | 地区 | 小学校             | 中学校             |
| -------- | ---- | ------------------ | ------------------ |
| 開聞十町 | 全域 | 指宿市立開聞小学校 | 指宿市立開聞中学校 |

## 交通

### 道路
国道
- 国道226号

県道
- 鹿児島県道28号岩本開聞線
- 鹿児島県道241号大山開聞線
- 鹿児島県道243号長崎鼻公園開聞線

### 鉄道
九州旅客鉄道指宿枕崎線
- 東開聞駅 - 開聞駅 - 入野駅

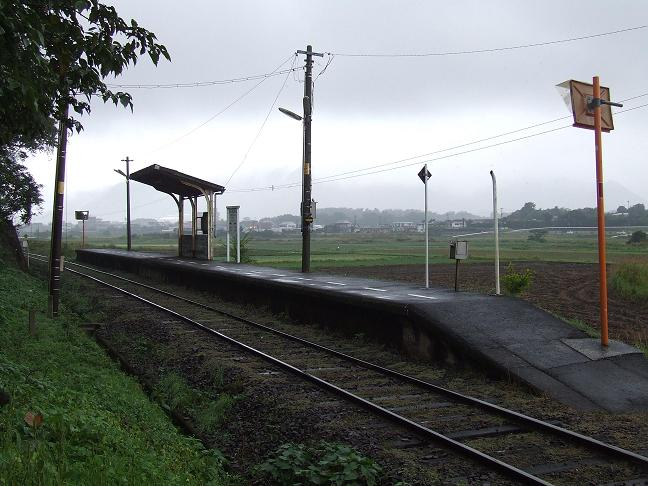
東開聞駅
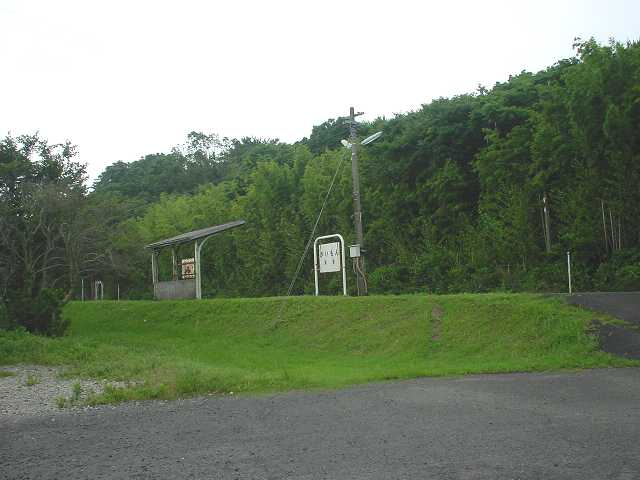
開聞駅
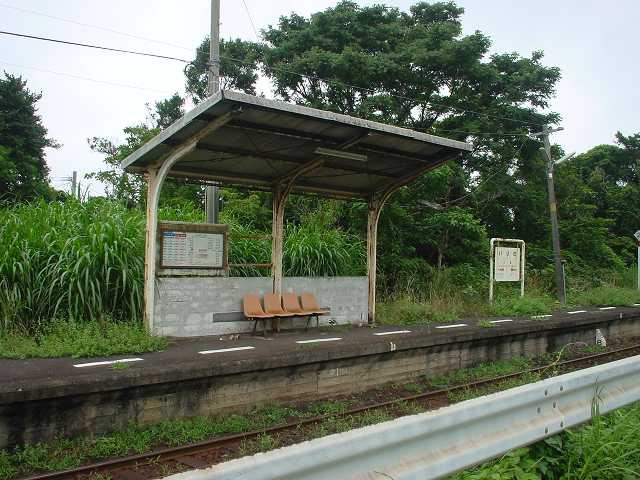
入野駅